# 존 크러진스키
존 크러진스키(영어: John Krasinski, 1979년 10월 20일 ~ )는 미국의 배우, 영화 감독이다. 미국의 TV 시리즈《오피스》에 출연하면서 유명해졌으며, 《사랑은 너무 복잡해》, 《드림걸즈》, 《슈렉3》, 《로맨틱 홀리데이》등 영화에 출연하였다.
2007년, 2008년 미국 배우 조합상 코미디 시리즈 부문 앙상블 캐스트상을 받았다.

## 개인 생활
존 크러진스키는 1979년 10월 10일에 메사츄세츠 뉴튼에서 태어났다. 3형제 중 막내이며, 아버지인 로날드는 내과 전문 의사이고 어머니 메리 클레어는 간호사이다.
같은 시리즈에 출연 중인 B.J. 노백이 연출 각본한 고등학교 연극에서 처음으로 무대를 경험하였다. 그는 운동에도 능해서, 야구 리그에서 선수로 뛰기도 했다.
뉴튼 사우스 고등학교를 1997년에 졸업하고, 브라운 대학교에 입학하여 2001년 졸업하였다. 그 후 Eugene O'Neill (I) National Theatre Institute에서 공부하였다.

## 출연 작품

### 영화

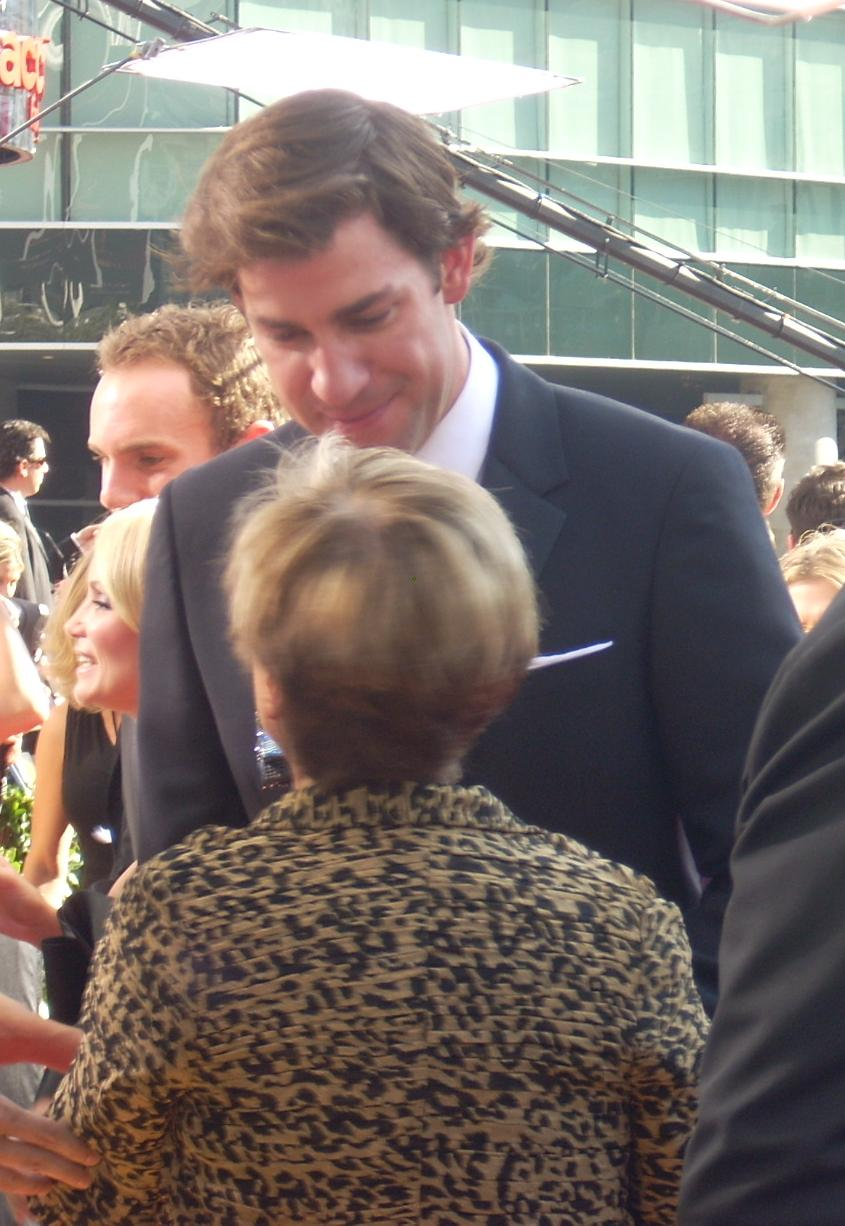
2008년 에미상 시상식에 참석한 존 크러진스키

| 연도 | 제목                                    | 극중 역할                               | 주석                                                                   |
| ---- | --------------------------------------- | --------------------------------------- | ---------------------------------------------------------------------- |
| 2000 | 미스터 헐리웃                           | 판사 보조                               | 크레딧에서 빠져있음                                                    |
| 2002 | 파이팅 스틸 라이프(Fighting Still Life) | 타일러(Tyler)                           |                                                                        |
| 2002 | 알마 매터(Alma Mater)                   | 플리 클럽 후보 1(Flea Club Candidate 1) |                                                                        |
| 2004 | 킨제이 보고서                           | 벤(Ben)                                 |                                                                        |
| 2004 | 택시                                    | 메신저 #3(Messenger #3)                 |                                                                        |
| 2005 | 듀안 홉우드                             | 밥 플린(Bob Flynn)                      |                                                                        |
| 2005 | 자헤드 - 그들만의 전쟁                  | 해리건 상병(Corporal Harrigan)          |                                                                        |
| 2006 | 마법의 회전목마                         | 기타 목소리(Additional Voices)          | 목소리 출연                                                            |
| 2006 | 포 유어 컨시더레이션                    | 종이뱃지 사무원(Paper Badge Officer)    |                                                                        |
| 2006 | 드림걸스                                | 샘 월시(Sam Walsh)                      |                                                                        |
| 2007 | 뉴 웨이브                               | 기드온(Gideon)                          |                                                                        |
| 2007 | 스마일리 페이스                         | 브레빈(Brevin)                          |                                                                        |
| 2007 | 슈렉3                                   | 란슬롯 경(Sir Lancelot)                 | 목소리 출연                                                            |
| 2007 | 라이센스 투 웨드                        | 벤 머피(Ben Murphy)                     | 주연                                                                   |
| 2008 | 레더헤즈                                | Carter Rutherford                       |                                                                        |
| 2009 | 브리프 인터뷰 위드 히디어스 멘          | 라이언 / 과제 #20(Ryan/ Subject #20)    | 작가 및 감독 후보지명 : 2009 선댄스 영화제 - 심사위원 상 (극영화 부문) |
| 2009 | 몬스터 vs 에이리언                      | 커스버트(Cuthbert)                      | 목소리 출연                                                            |
| 2009 | 어웨이 위 고                            | 버트 팔랜더(Burt Farlander)             | 주연                                                                   |
| 2009 | 사랑은 너무 복잡해                      | 할리(Harley)                            |                                                                        |
| 2011 | 러브 앤 프렌즈                          | 에단(Ethan)                             | 주연                                                                   |
| 2011 | 더 머펫                                 | -                                       | 출연                                                                   |
| 2011 | 텐 이어                                 | 네이트 존(Nate John)                    | 제작                                                                   |
| 2012 | 빅 미라클                               | 아담 칼슨(Adam Carlson)                 | 제작                                                                   |
| 2017 | 애니멀 크래커                           | 오웬(Owen)                              | 목소리 출연                                                            |
| 2018 | 콰이어트 플레이스                       | 리 애보트(Lee Abbott)                   | 연출, 주연                                                             |
| 2021 | 콰이어트 플레이스 2                     |                                         | 연출                                                                   |
| 2022 | 닥터 스트레인지: 대혼돈의 멀티버스      | 리드 리처즈 / 미스터 판타스틱           |                                                                        |
| 2022 | DC 리그 오브 슈퍼-펫                    | 수퍼맨                                  | 목소리 출연                                                            |
| 2024 | 이프: 상상의 친구                       | 비의 아버지, 마시멜로 (목소리)          | 연출, 주연                                                             |
| 미정 | 젊음의 샘                               |                                         | 주연                                                                   |

### 텔레비전
| 연도      | 제목                        | 극중 역할                     | 주석 |
| --------- | --------------------------- | ----------------------------- | --- |
| 2003      | 에드                        | 프로세스 서버(Process Server) | 에피소드 - "Good Advice" |
| 2004      | 로 앤 오더: 크리미널 인텐트 | 제이스 글리징(Jace Gleesing)  | 에피소드 - "Mad Hops" |
| 2005      | CSI과학수사대               | 라일 데이비스(Lyle Davis)     | 에피소드 - "Who Shot Sherlock" |
| 2005      | 실종사건 전담반             | 커티스 혼(Curtis Horne)       | 에피소드 - "The Bogie Man" |
| 2006      | 아메리칸 대드!              | 길버트(Gilbert)               | 에피소드 - "Irregarding Steve" |
| 2005–2013 | 오피스                      | 짐 헬퍼트                     | 모든 에피소드 미국 영화배우조합상 - 코미디 부문 최고의 앙상블상 (2006, 2007) 후보지명: 미국 영화배우조합상 - 코미디 부문 최고의 앙상블상 (2008,2009) |

### 감독, 연출, 각본
- 《콰이어트 플레이스》(A Quiet Place, 2018년) - 리 애보트
- 《오피스》(The Office, 2010년) - Sabre
- * 《브리프 인터뷰 위드 히디어스 멘》(Brief Interviews with Hideous Men, 2009년)